# 셀 대 미국
연방 대법원 판결 '셀 대 미연방'은 형사 재판 피고에게의 정신 장애 의약품의 강압적 주입을 명령하는 하급심 법원의 권리에 대해서 엄격한 제한을 두었는데 재판장에 서지 못 한다고 판단되어왔던 피고들에 대해서 그들을 장애 없는 상태로 그리고 재판 받을 수 있는 상태로 만드는 한 가지 목적을 위해서 말이다.